# الهيئة العامة للضرائب (قطر)
الهيئة العامة للضرائب (بالإنجليزية: General Tax Authority - GTA) جهة حكومية قطرية مهامها تنفيذ القوانين المتعقلة بالضرائب وإصدار التقارير الإحصائية وغير ذلك من الأعمال المتعلقة بالضرائب في دولة قطر، ولها مقر في الدوحة. يتراس الهيئة السيد أحمد بن عيسى المهندي

## المهام
أصدرت المادة الرابعة للمرسوم الأميري رقم 77 لعام 2018 وظائف الهئية العامة للضرائب القطرية لتشمل المهام الآتية:
1. تنفيذ أحكام القوانين واللوائح والقرارات المتعلقة بالضرائب؛
2. إنشاء مشروعات والسياسات التشريعية المتعلقة بالضرائب وإبداء الرأي في شأنها؛
3. حصر دافعي الضرائب واستلام إستمارات الإقرار الضريبي ومراجعتها؛
4. تطوير وتقديم كافة الخدمات الضريبية الإلكترونية لتسهيل الأمر على دافعي الضرائب.

### أنواع الضرائب في قطر
الضرئب المدفوعة في قطر منقسمة على:
1. ضرائب الدخل: وتطبق بشكل سنوي على مجموع الدخل الخاضع لإيراد حصص الأجانب بالشركات والمكلفين من غير الشركات. وهناك جهات مستثنى من هذا النوع مثل القطريين المقيمين في الدولة.
2. الضريبة الانتقائية: تدفع على السلع الانتقائية مثل المشروبات الغازية 50%، ومشروبات الطاقة 100%، والتبغ بأنواعه 100%، والسلع ذات الطبيعة الخاصة 100%.

### بوابة الضريبة الإلكتروني
بوابة الضريبة هي بوابة إلكترونية أنشاتها الهيئة العامة للضرائب القطرية لتسهيل دفع الضراب على الدافعين باستخدام التقنية الحدثية. تسير البوابة على برنامج (SAP, Global Business Management System). تربط بوابة الضريبة الهيئة العامة للضرائب بشركائها مثل دافعي الضرائب والمؤسسات الحكومية ذات الصلة.